# Plusaetis dolens
Plusaetis dolens är en loppart som först beskrevs av Jordan et Rothschild 1914.  Plusaetis dolens ingår i släktet Plusaetis och familjen fågelloppor.

## Underarter
Arten delas in i följande underarter:
- P. d. dolens
- P. d. quitanus